# アコークロー
『アコークロー』とは2006年に製作され、2007年6月16日に公開された日本のホラー映画である。2007年、沖縄フィルムオフィスからの支援を受ける。

## 概要
- 撮影は沖縄県で行われた。
- タイトルの「アコークロー」とは沖縄の方言で「夕方と夜の間」を指している。

## スタッフ
- 監督：岸本司

## キャスト
- 田丸麻紀
- 忍成修吾
- 尚玄：渡嘉敷仁
- エリカ
- 村田雄浩
- 手島優：亜子